# Thrincophora
Genre
Thrincophora est un genre de lépidoptères (papillons) de la famille des Tortricidae.

## Liste des espèces
Selon Tortricid.net :
- Thrincophora archboldi Diakonoff, 1952
- Thrincophora cinefacta (Turner, 1945)
- Thrincophora deloptycha Diakonoff, 1952
- Thrincophora dryinodes (Meyrick, 1910)
- Thrincophora impletana (Walker, 1863)
- Thrincophora inconcisana (Walker, 1863)
- Thrincophora leucotorna Diakonoff, 1952
- Thrincophora lignigerana (Walker, 1863)
- Thrincophora microtera Diakonoff, 1952
- Thrincophora nebulosa Diakonoff, 1952
- Thrincophora ochracea Diakonoff, 1944
- Thrincophora ostracopis (Meyrick, 1938)
- Thrincophora signigerana (Walker, 1863)
- Thrincophora stenoptycha (Turner, 1926)

Selon BioLib (19 mai 2020) :
- Thrincophora cinefacta (Turner, 1945)
- Thrincophora dryinodes (Meyrick, 1910)
- Thrincophora impletana (Walker, 1863)
- Thrincophora inconcisana (Walker, 1863)
- Thrincophora lignigerana (Walker, 1863)
- Thrincophora signigerana (Walker, 1863)
- Thrincophora stenoptycha (Turner, 1926)

Selon Catalogue of Life (19 mai 2020) :
- Thrincophora archboldi Diakonoff, 1952
- Thrincophora canana Walker, 1863
- Thrincophora cerasta Meyrick, 1910
- Thrincophora cinefacta Turner, 1945
- Thrincophora deloptycha Diakonoff, 1952
- Thrincophora dolosana Walker, 1863
- Thrincophora dryinodes Meyrick, 1910
- Thrincophora ergophora Meyrick, 1910
- Thrincophora excelsa Meyrick, 1910
- Thrincophora hedista Turner, 1916
- Thrincophora impletana Walker, 1863
- Thrincophora inconcisana Walker, 1863
- Thrincophora leucotorna Diakonoff, 1952
- Thrincophora lichenica Turner, 1925
- Thrincophora magnana Walker, 1863
- Thrincophora malacodes Meyrick, 1910
- Thrincophora microtera Diakonoff, 1952
- Thrincophora nebulosa Diakonoff, 1952
- Thrincophora ochracea Diakonoff, 1944
- Thrincophora ostracopis Meyrick, 1938
- Thrincophora ptychosema Turner, 1926
- Thrincophora rudisana Walker, 1863
- Thrincophora signigerana Walker, 1863
- Thrincophora stenoptycha Turner, 1926
- Thrincophora tetrica Turner, 1916
- Thrincophora xuthobapta Turner, 1945